# Lista de códigos de país da FIFA
A Federação Internacional de Futebol (FIFA) atribui um código de três letras (chamado FIFA Trigramme) para cada um dos seus países membros e não membros. Estes são os códigos oficiais utilizados pela FIFA e as suas confederações continentais (AFC, CAF, CONCACAF, CONMEBOL, OFC e UEFA), como abreviações de nome de países e regiões dependentes, em competições oficiais.

## Códigos de membros FIFA
Existem atualmente 211 membros da FIFA, cada um com o seu único código de país.
| País                      | Código |
| ------------------------- | ------ |
| Afeganistão               | AFG    |
| Albânia                   | ALB    |
| Argélia                   | ALG    |
| Samoa Americana           | ASA    |
| Andorra                   | AND    |
| Angola                    | ANG    |
| Anguila                   | AIA    |
| Antígua e Barbuda         | ATG    |
| Argentina                 | ARG    |
| Armênia                   | ARM    |
| Aruba                     | ARU    |
| Austrália                 | AUS    |
| Áustria                   | AUT    |
| Azerbaijão                | AZE    |
| Bahamas                   | BAH    |
| Bahrein                   | BHR    |
| Bangladesh                | BAN    |
| Barbados                  | BRB    |
| Bielorrússia              | BLR    |
| Bélgica                   | BEL    |
| Belize                    | BLZ    |
| Benim                     | BEN    |
| Bermudas                  | BER    |
| Butão                     | BHU    |
| Bolívia                   | BOL    |
| Bósnia e Herzegovina      | BIH    |
| Botsuana                  | BOT    |
| Brasil                    | BRA    |
| Ilhas Virgens Britânicas  | VGB    |
| Brunei                    | BRU    |
| Bulgária                  | BUL    |
| Burquina Fasso            | BFA    |
| Burundi                   | BDI    |
| Camboja                   | CAM    |
| Camarões                  | CMR    |
| Canadá                    | CAN    |
| Cabo Verde                | CPV    |
| Ilhas Caimã               | CAY    |
| República Centro-Africana | CTA    |
| Chade                     | CHA    |
| Chile                     | CHI    |
| China                     | CHN    |
| Taipé Chinês              | TPE    |
| Colômbia                  | COL    |
| Comores                   | COM    |
| Congo                     | CGO    |
| RD Congo                  | COD    |
| Ilhas Cook                | COK    |
| Costa Rica                | CRC    |
| Costa do Marfim           | CIV    |
| Croácia                   | CRO    |
| Cuba                      | CUB    |
| Curaçau                   | CUW    |

| País                 | Código |
| -------------------- | ------ |
| Chipre               | CYP    |
| Tchéquia             | CZE    |
| Dinamarca            | DEN    |
| Djibouti             | DJI    |
| Dominica             | DMA    |
| República Dominicana | DOM    |
| Equador              | ECU    |
| Egito                | EGY    |
| El Salvador          | SLV    |
| Inglaterra           | ENG    |
| Guiné Equatorial     | EQG    |
| Eritreia             | ERI    |
| Estónia              | EST    |
| Essuatíni            | ESW    |
| Etiópia              | ETH    |
| Ilhas Faroé          | FRO    |
| Fiji                 | FIJ    |
| Finlândia            | FIN    |
| França               | FRA    |
| Gabão                | GAB    |
| Gâmbia               | GAM    |
| Geórgia              | GEO    |
| Alemanha             | GER    |
| Gana                 | GHA    |
| Gibraltar            | GIB    |
| Grécia               | GRE    |
| Granada              | GRN    |
| Guam                 | GUM    |
| Guatemala            | GUA    |
| Guiné                | GUI    |
| Guiné-Bissau         | GNB    |
| Guiana               | GUY    |
| Haiti                | HAI    |
| Honduras             | HON    |
| Hong Kong            | HKG    |
| Hungria              | HUN    |
| Islândia             | ISL    |
| Índia                | IND    |
| Indonésia            | IDN    |
| Irã                  | IRN    |
| Iraque               | IRQ    |
| Israel               | ISR    |
| Itália               | ITA    |
| Jamaica              | JAM    |
| Japão                | JPN    |
| Jordânia             | JOR    |
| Cazaquistão          | KAZ    |
| Quénia               | KEN    |
| Coreia do Norte      | PRK    |
| Coreia do Sul        | KOR    |
| Kosovo               | KVX    |
| Kuwait               | KUW    |
| Quirguistão          | KGZ    |
| Laos                 | LAO    |

| País               | Código |
| ------------------ | ------ |
| Letónia            | LVA    |
| Líbano             | LIB    |
| Lesoto             | LES    |
| Libéria            | LBR    |
| Líbia              | LBY    |
| Liechtenstein      | LIE    |
| Lituânia           | LTU    |
| Luxemburgo         | LUX    |
| Macau              | MAC    |
| Macedônia do Norte | MKD    |
| Madagascar         | MAD    |
| Malawi             | MWI    |
| Malásia            | MAS    |
| Maldivas           | MDV    |
| Mali               | MLI    |
| Malta              | MLT    |
| Mauritânia         | MTN    |
| Maurícia           | MRI    |
| México             | MEX    |
| Moldávia           | MDA    |
| Mongólia           | MNG    |
| Montenegro         | MNE    |
| Monserrate         | MSR    |
| Marrocos           | MAR    |
| Moçambique         | MOZ    |
| Myanmar            | MYA    |
| Namíbia            | NAM    |
| Nepal              | NEP    |
| Países Baixos      | NED    |
| Nova Caledônia     | NCL    |
| Nova Zelândia      | NZL    |
| Nicarágua          | NCA    |
| Níger              | NIG    |
| Nigéria            | NGA    |
| Irlanda do Norte   | NIR    |
| Noruega            | NOR    |
| Omã                | OMA    |
| Paquistão          | PAK    |
| Palestina          | PLE    |
| Panamá             | PAN    |
| Papua-Nova Guiné   | PNG    |
| Paraguai           | PAR    |
| Peru               | PER    |
| Filipinas          | PHI    |
| Polónia            | POL    |
| Portugal           | POR    |
| Porto Rico         | PUR    |
| Catar              | QAT    |
| Irlanda            | IRL    |
| Romênia            | ROU    |
| Rússia             | RUS    |
| Ruanda             | RWA    |

| País                     | Código |
| ------------------------ | ------ |
| São Cristóvão e Neves    | SKN    |
| Santa Lúcia              | LCA    |
| São Vicente e Granadinas | VIN    |
| Samoa                    | SAM    |
| San Marino               | SMR    |
| São Tomé e Príncipe      | STP    |
| Arábia Saudita           | KSA    |
| Escócia                  | SCO    |
| Senegal                  | SEN    |
| Sérvia                   | SRB    |
| Seicheles                | SEY    |
| Serra Leoa               | SLE    |
| Singapura                | SIN    |
| Eslováquia               | SVK    |
| Eslovênia                | SVN    |
| Ilhas Salomão            | SOL    |
| Somália                  | SOM    |
| África do Sul            | RSA    |
| Espanha                  | ESP    |
| Sri Lanka                | SRI    |
| Sudão                    | SDN    |
| Sudão do Sul             | SSD    |
| Suriname                 | SUR    |
| Suécia                   | SWE    |
| Suíça                    | SUI    |
| Síria                    | SYR    |
| Taiti                    | TAH    |
| Tadjiquistão             | TJK    |
| Tanzânia                 | TAN    |
| Tailândia                | THA    |
| Timor-Leste              | TLS    |
| Togo                     | TOG    |
| Tonga                    | TGA    |
| Trinidad e Tobago        | TRI    |
| Tunísia                  | TUN    |
| Turquia                  | TUR    |
| Turcomenistão            | TKM    |
| Turcas e Caicos          | TCA    |
| Uganda                   | UGA    |
| Ucrânia                  | UKR    |
| Emirados Árabes Unidos   | UAE    |
| Estados Unidos           | USA    |
| Uruguai                  | URU    |
| Ilhas Virgens Americanas | VIR    |
| Uzbequistão              | UZB    |
| Vanuatu                  | VAN    |
| Venezuela                | VEN    |
| Vietnã                   | VIE    |
| País de Gales            | WAL    |
| Iêmen                    | YEM    |
| Zâmbia                   | ZAM    |
| Zimbabwe                 | ZIM    |

## Códigos de não membros FIFA
Os seguintes códigos remetem para os países ou regiões dependentes que não estão associados com a FIFA (Futebol independente da FIFA), mas cujos códigos aparecem no banco de dados, ou são utilizados regularmente por estarem filiados a determinadas confederações.
| País                    | Código | Confederação |
| ----------------------- | ------ | ------------ |
| Bonaire                 | BOE    | CONCACAF     |
| Guiana Francesa         | GYF    | CONCACAF     |
| Guadalupe               | GPE    | CONCACAF     |
| Martinica               | MTQ    | CONCACAF     |
| Reunião                 | REU    | CAF          |
| São Martinho Neerlandês | SXM    | CONCACAF     |
| Tuvalu                  | TUV    | OFC          |
| Zanzibar                | ZAN    | CAF          |

## Códigos irregulares
Os seguintes códigos remetem para os países ou regiões dependentes que não estão associadas com a FIFA. Apesar de serem membros ou membros associados da suas confederações regionais, esses códigos não são regularmente utilizados nas comunicações da FIFA.
| País                            | Código | Confederação |
| ------------------------------- | ------ | ------------ |
| Estados Federados da Micronésia | FSM    | OFC          |
| Kiribati                        | KIR    | OFC          |
| Niue                            | NIU    | OFC          |
| Marianas Setentrionais          | NMI    | AFC          |
| Palau                           | PLW    | OFC          |
| São Martinho Francês            | SMT    | CONCACAF     |

## Códigos obsoletos
Os seguintes códigos são obsoletos, porque um país tenha deixado de existir, mudou seu nome, alterou o seu código, ou tornou-se parte de outro país.
| País                          | Código |
| ----------------------------- | ------ |
| Aden                          | ADE    |
| Guiana Britânica              | BGU    |
| Honduras Britânica            | BHO    |
| Índia Britânica               | BIN    |
| Boêmia                        | BOH    |
| Burquina Fasso                | BUR    |
| República Centro-Africana     | CAF    |
| Ceilão                        | CEY    |
| CEI                           | CIS    |
| Congo-Kinshasa                | CKN    |
| Congo-Brazzaville             | COB    |
| Tchecoslováquia               | TCH    |
| Daomé                         | DAH    |
| Índias Orientais Neerlandesas | DEI    |
| Alemanha Oriental             | GDR    |

| País                  | Código |
| --------------------- | ------ |
| Costa do Ouro         | GOC    |
| Irlanda               | EIR    |
| Antilhas Neerlandesas | ANT    |
| Países Baixos         | HOL    |
| Novas Hébridas        | HEB    |
| Bornéu do Norte       | NBO    |
| Vietnã do Norte       | VNO    |
| Iêmen do Norte        | NYE    |
| Rodésia do Norte      | NRH    |
| Palestina             | PAL    |
| Rodésia               | RHO    |
| Romênia               | ROM    |
| Sarre                 | SAA    |
| Sérvia e Montenegro   | SCG    |
| Siam                  | SIA    |

| País                  | Código |
| --------------------- | ------ |
| Rodésia do Sul        | SRH    |
| Vietnã do Sul         | VSO    |
| Iêmen do Sul          | SYE    |
| União Soviética       | URS    |
| Sudão                 | SUD    |
| Suriname              | NGY    |
| Tanganica             | TAA    |
| Taiti                 | TAI    |
| República Árabe Unida | UAR    |
| Alto Volta            | UPV    |
| Alemanha Ocidental    | FRG    |
| Samoa Ocidental       | WSM    |
| Iugoslávia            | YUG    |
| Zaire                 | ZAI    |
| Essuatíni             | SWZ    |

## Diferenças entre códigos FIFA e COI
Embora a maior parte dos códigos FIFA sejam os mesmos que os do códigos de país do Comité Olímpico Internacional utilizado para os Jogos Olímpicos, existem ainda algumas discrepâncias:
| País                      | FIFA | COI |
| ------------------------- | ---- | --- |
| Antígua e Barbuda         | ATG  | ANT |
| Bahrein                   | BHR  | BRN |
| Barbados                  | BRB  | BAR |
| Belize                    | BLZ  | BIZ |
| Burkina Faso              | BFA  | BUR |
| El Salvador               | SLV  | ESA |
| Eslovénia                 | SVN  | SLO |
| Guiné Equatorial          | EQG  | GEQ |
| Guiné-Bissau              | GNB  | GBS |
| Ilhas Virgens Americanas  | VIR  | ISV |
| Ilhas Virgens Britânicas  | VGB  | IVB |
| Indonésia                 | IDN  | INA |
| Irão                      | IRN  | IRI |
| Kosovo                    | KVX  | KOS |
| Letônia                   | LVA  | LAT |
| Líbano                    | LIB  | LBN |
| Líbia                     | LBY  | LBA |
| Malawi                    | MWI  | MAW |
| Mongólia                  | MNG  | MGL |
| Nigéria                   | NGA  | NGR |
| República Centro-Africana | CTA  | CAF |
| Singapura                 | SIN  | SGP |
| Sudão                     | SDN  | SUD |
| Trinidad e Tobago         | TRI  | TTO |

Existem também alguns países que são filiados à FIFA, e não ao Comitê Olímpico Internacional, e vice-versa:
- Afiliados a FIFA e não membros do COI (13):
  - Anguilla
  - Curaçao
  - Escócia
  - Gibraltar
  - Ilhas Faroé
  - Inglaterra
  - Irlanda do Norte
  - Macau, China
  - Montserrat
  - Nova Caledónia
  - Taiti
  - Turcas e Caicos
  - País de Gales

- Membros do COI e não afiliados a FIFA (8):
  - Grã-Bretanha
  - Ilhas Marshall
  - Kiribati
  - Micronésia
  - Mônaco
  - Nauru
  - Palau
  - Tuvalu